# NGC 1402
NGC 1402 je galaksija u zviježđu Eridan.

## Vanjske poveznice
- SEDS: NGC 1402